# 大空がむかえる朝
大空がむかえる朝（おおぞらがむかえるあさ）は、二部合唱曲の1つ。作詞はあだちやえ、作曲は浦田健次郎。小学5年の音楽教科書（教育芸術社）に掲載された。
卒業生を巣立ちゆく白い鳥にたとえ、在校生がともに過ごした日々を胸に秘めながら、「おめでとう」の言葉を贈るという内容の歌詞を持ち、明るく伸びやかで美しい旋律に乗って「おめでとう」という言葉が感動を込めて歌われる卒業ソングの定番曲の一つ。

## 収録書籍・CD
- 簡易ピアノ伴奏による小学5・6年の音楽
- 新・小学生の音楽：3＜5・6年用＞
- [ピアノ 楽譜] 卒業式の歌 ピアノ楽譜名曲選
- 感動!最新卒業式ソング ベスト